# Plac Orła Białego w Szczecinie
Plac Orła Białego (do 1945 r. niem. Roßmarkt, tj. Rynek Koński) – jeden z głównych placów szczecińskiego Starego Miasta, w dzielnicy Śródmieście. Od północy ograniczony ulicą Koński Kierat, od wschodu dawną ulicą Bogdanki, od południa ulicą Grodzką, a od zachodu ulicą Staromłyńską.
Przedwojenna niemiecka nazwa placu nawiązywała do odbywających się niegdyś na jego terenie targów końskich.

## Historia

### Przed II wojną światową
Dzisiejszy plac Orła Białego był głównym rynkiem średniowiecznego Górnego Miasta. Przy rynku tym wznosił się Ratusz Górnego Miasta oraz Sukiennice. Rynek wzmiankowano w 1306 i 1312 r. pod łacińską nazwą forum novum. W połowie XIV w. wspomniany pod nazwą forum equorum, a w 1392 r. pod nazwą Rossmarkt. W XVI w. sukiennice wyburzono i zastąpiono niewielkimi kamienicami, a w miejscu ratusza zbudowano młyn kieratowy.
W czasie wojny trzydziestoletniej oraz w wyniku zajęcia miasta przez wojsko pruskie w 1713 r. obszar rynku został zniszczony. Wkrótce potem ruiny zabudowań rozebrano i rozpoczęto wznoszenie na ich miejscu nowych obiektów. Pierzeję zachodnią zabudowano pałacem Naczelnego Prezydenta Prowincji Pomorze Filipa Ottona von Grumbkowa oraz kilkoma kamienicami. 15 sierpnia 1732 r. na rynku uruchomiono Fontannę Orła Białego stanowiącą zakończenie nowo położonego wodociągu. W latach 1890–1891 na miejscu pałacu Grumbkowa (w którym 25 października 1759 r. narodziła się Zofia Dorota Wirtemberska, późniejsza caryca Maria Romanowa) powstał neobarokowy gmach dla Towarzystwa Ubezpieczeniowego „National”, znany dziś pod nazwą Pałacu pod Globusem.
W latach 1910–1912 wyburzono część kamienic pierzei wschodniej. W ich miejscu w latach 1910–1912 powstał budynek domu towarowego Eisenwarenhandlung Trompetter & Geck. Na skutek bombardowań Szczecina w czasie II wojny światowej zniszczeniu uległa część zabudowy placu, w tym kamienice pierzei południowej i wschodniej. Przetrwały tylko częściowo pierzeja zachodnia i północna oraz wypalony szkielet domu towarowego Trompetter & Geck. Ocalała także Fontanna Orła Białego, zasypana piaskiem w celu uchronienia jej przed zniszczeniem.

### Po II wojnie światowej

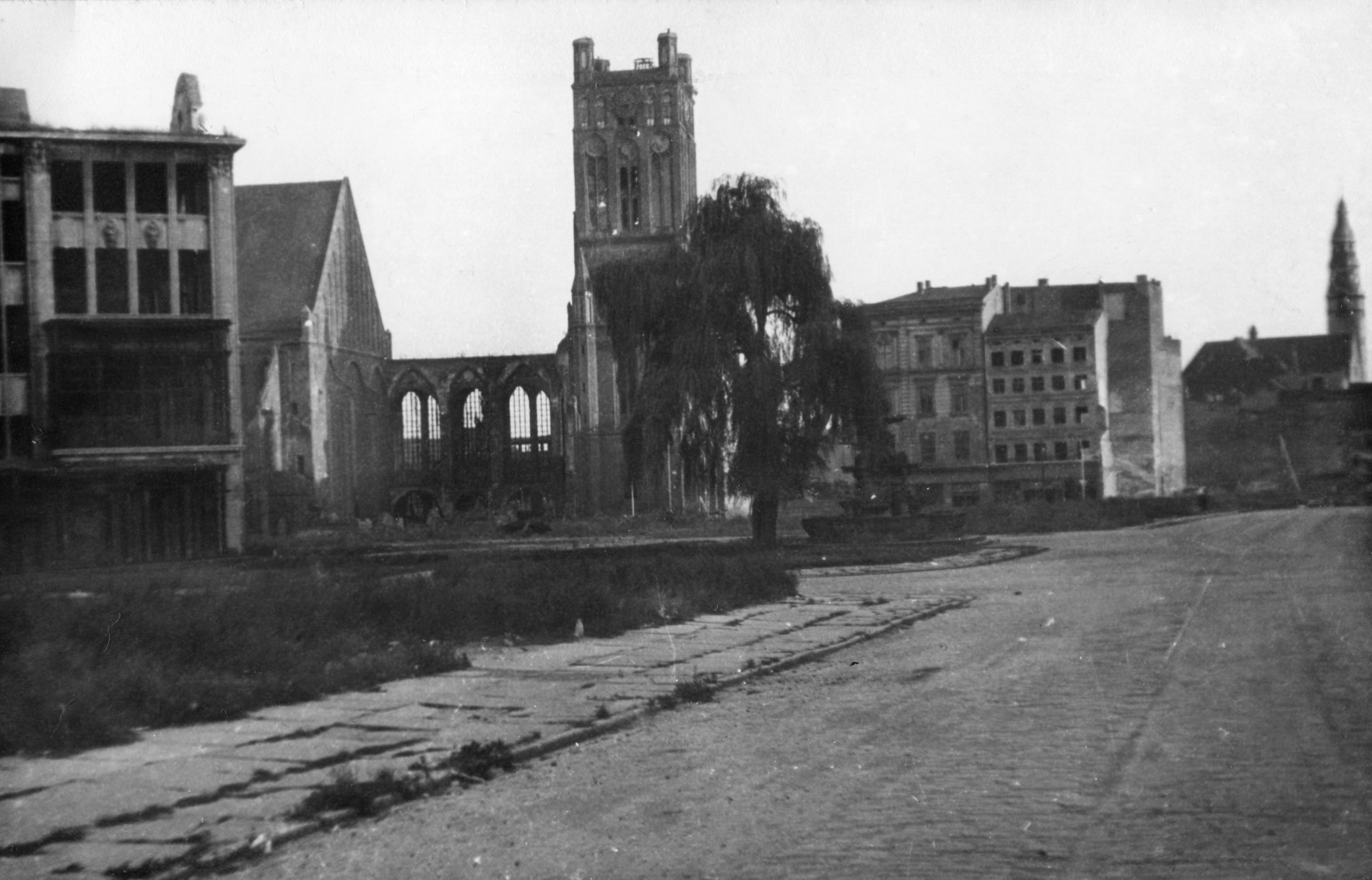
Zniszczenia wojenne na placu, 1959 r.

Po wojnie dawny Rynek Koński otrzymał nazwę placu Orła Białego. Obszar placu powiększono o teren zniszczonych w czasie wojny kamienic pierzei południowej. Pozostałe parcele pozostawały niezabudowane jeszcze przez wiele lat. Dopiero na początku lat 60. XX wieku na miejscu kamienic pierzei wschodniej zbudowano blok mieszkalny. W tym samym czasie z przeznaczeniem na siedzibę Polmozbytu odbudowano w zmienionej postaci dawny dom towarowy Eisenwarenhandlung Trompetter & Geck.
Kolejnych uzupełnień zabudowy dokonano w latach 90. XX wieku. Powstały wówczas: kamienica nr 4 według projektu S. Kondarewicza i blok spółdzielni mieszkaniowej „Student” projektu P. Zaniewskiego w pierzei północnej. W 1991 r. na zieleńcu w południowej części placu ustawiono Posąg Flory.
W marcu 2021 r. przetarg na projekt przebudowy placu wygrała pracownia Palmett.

## Zabudowa
Uwzględniono tylko budynki przypisane numeracją do placu.
| Adres                | Nazwa                      | Zdjęcie | Lata budowy       | Obiekt zabytkowy | Opis |
| -------------------- | -------------------------- | ------- | ----------------- | ---------------- | --- |
| pl. Orła Białego 1   | kamienica                  |         |                   | N                | Przedwojenna kamienica na narożniku placu i ulicy Łaziebnej. Do 1929 r. siedziba oddziału Allgemeine Elektricitäts-Gesellschaft. W latach 30. XX wieku przebudowana i rozbudowana wzdłuż ulicy Łaziebnej. Od tego czasu jest to trzykondygnacyjny, modernistyczny budynek o płaskim dachu. |
| pl. Orła Białego 2   | Pałac „Pod Globusem”       |         | 1890–1891         | T                | Zabytkowy neobarokowy gmach wybudowany w latach 1890–1891 dla Towarzystwa Ubezpieczeniowego „National” (niem. Allgemeine Versicherungs – Aktien Gesellschaft „National”). Współcześnie siedziba rektoratu Akademii Sztuki.                                                                 |
| pl. Orła Białego 3   | Pałac Joński               |         | XIX wiek          | T                | Zabytkowy klasycystyczny budynek powstały w XIX wieku wskutek przebudowy starszej kamienicy. Siedziba banku Pekao S.A. |
| pl. Orła Białego 4   | kamienica                  |         | lata 90. XX wieku | N                | Trzypiętrowa kamienica z lat 90. XX wieku wybudowana według projektu S. Kondarewicza. |
| pl. Orła Białego 5   | kamienica                  |         | XVIII wiek        | T                | Dwupiętrowa kamienica wzniesiona w początkach XVIII w. |
| pl. Orła Białego 6–9 | blok mieszkalny            |         | lata 60. XX wieku | N                | |
| pl. Orła Białego 10  | Budynek dawnego Polmozbytu |         | 1910–1912         | N                | Budynek domu towarowego Eisenwarenhandlung Trompetter & Geck wzniesiony w stylu secesyjnym. W czasie II wojny światowej spalony. Odbudowany w stylu modernistycznym w latach 60. XX wieku z przeznaczeniem na siedzibę Polmozbytu.                                                         |

## Komunikacja miejska
23 sierpnia 1879 r. uruchomiono pierwszą linię tramwajową z Pogodna (Westend) do browaru przy ul. Staszica (Elysium) przez plac Orła Białego (Roßmarkt), a 16 października tego samego roku drugą linię, z Golęcina (Frauendorf) do ul. Potulickiej (Lindenstraße). Obydwie linie poprowadzono jezdnią po zachodniej stronie pl. Orła Białego. Trasy linii ulegały w późniejszym czasie zmianom. W 1905 r. szczecińskim liniom tramwajowym nadano oznaczenie numeryczne; linie przebiegające przez plac otrzymały numery  4 i  7. Około 1912 r. trasę linii nr 7 zmieniono i przestała ona przebiegać przez plac. Linia nr 4 kursowała przez plac aż do nalotu bombowego w nocy z 20/21 kwietnia 1943 r., kiedy to zniszczone zostały ulice starego miasta wraz z siecią trakcyjną. Tym samym zakończyła się historia komunikacji miejskiej na placu Orła Białego, gdyż po II wojnie światowej nie odbudowano linii tramwajowych na Starym Mieście.
Pamiątką po tramwajach kursujących niegdyś przez plac Orła Białego jest ozdobna rozeta do mocowania sieci trakcyjnej, która zachowała się na budynku nr 5.